# Rota (volcan)
Pour les articles homonymes, voir Rota.
Rota ou Orota est un volcan situé dans le département de León, dans l'ouest du Nicaragua.